# William Hogarth

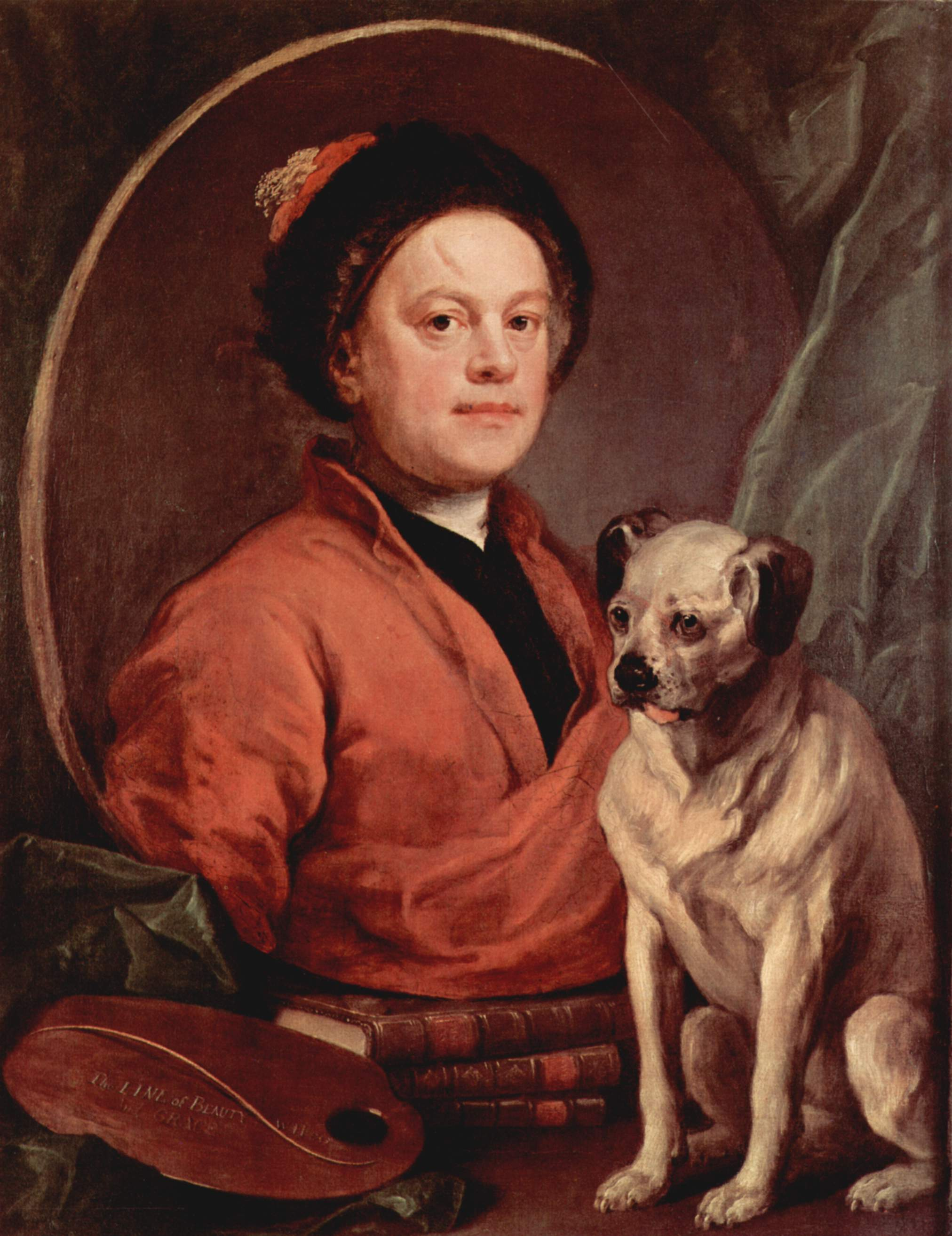
Der Maler und sein Mops, Selbstporträt mit Mops Trump, 1745

William Hogarth, FRSA (* 10. November 1697 in London, England; † 26. Oktober 1764 ebenda) war ein englischer sozialkritischer Maler und Grafiker, der eine Vorliebe für satirische bildliche Darstellungen hatte. Er gilt neben Thomas Gainsborough und Joshua Reynolds als bedeutendster englischer Maler des 18. Jahrhunderts. Als Vorläufer der modernen Karikaturisten prangerte er in Gemälden und Kupferstichen, die oft als mehrteilige Bildergeschichten erschienen, die Sitten und Gebräuche seiner Zeit schonungslos und mit beißender Ironie an.

## Leben und Werk

### Kindheit
William Hogarth wurde als Sohn des verarmten Lateinlehrers Richard Hogarth geboren. Als Knabe war er sogar genötigt, durch den Verkauf von Hausmitteln, die seine Mutter selbst herstellte, mit für den Familienunterhalt zu sorgen, weil sein Vater mit seiner Geschäftsidee eines Kaffeehauses, in dem nur lateinisch gesprochen werden durfte, Pleite gemacht hatte und für Jahre im berüchtigten Londoner Schuldgefängnis „Fleet Prison“ einsaß. Seine Lehre konnte er demzufolge erst in später Jugend antreten.

### Lehre
Hogarth absolvierte zuerst eine Ausbildung zum Silbergraveur und Kupferstecher, fertigte im Auftrag seines Meisters Ellis Gamble kommerzielle Visitenkarten, kleine Wappen und dergleichen an, lehnte aber diese für ihn stupide Tätigkeit schon früh ab und fühlte sich zur „höheren“ Kunst berufen. Wenig später studierte er daher Malerei an einer privaten Londoner Akademie und trat auch in die im Privathaus des Hofmalers Sir James Thornhill betriebene Mal- und Zeichenschule ein. Hier verliebte er sich in Thornhills Tochter Jane, entführte und heiratete sie heimlich 1729. Mit seinem Schwiegervater kam es deswegen für kurze Zeit zum Zerwürfnis, doch wenig später, als seine Erfolge als Künstler offensichtlich wurden, wieder zur Aussöhnung.

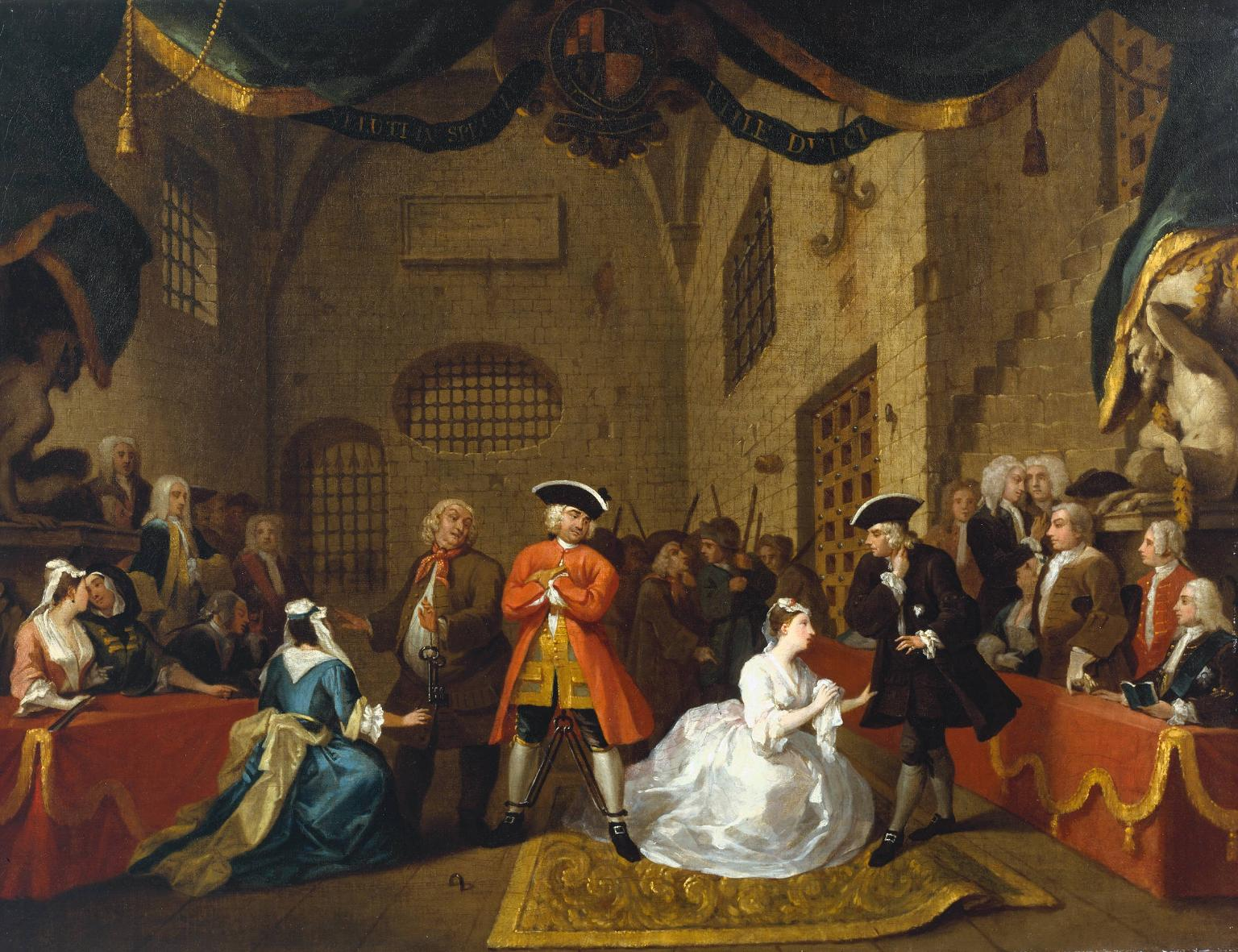
Gemälde der The Beggar’s Opera, Scene V, von William Hogarth, c. 1728

### Selbständiger Kupferstecher
Um 1720 machte sich Hogarth als Kupferstecher selbständig. Zu seinen ersten eigenständigen Arbeiten gehörten grafische Satiren auf den Südsee-Aktien-Schwindel (The South Sea Scheme, ca. 1721), seine Satire auf die Maskeradenbälle und Opernaufführungen der Zeit (Masquerades and Operas, 1724) oder das Londoner Theaterwesen (A Just View of the British Stage, 1724).
Als Kupferstecher machte sich Hogarth in Londoner Künstlerkreisen erstmals 1726 mit seinen 12 großformatigen Illustrationen zu Samuel Butlers in Knittelversen verfasster, antipuritanischer Abenteuergeschichte des Antihelden Hudibras (1726) einen Namen.

### Konversationsstücke
Nachdem der Künstler bei seinem Schwiegervater und durch Selbststudium das nötige Rüstzeug auf dem Gebiet der Malerei erworben hatte, entstanden seit den späten 1720er Jahren seine Gruppenporträts englischer Familien, die „Konversationsstücke“ (conversation pieces) genannt werden. Hierzu gehören A Musical Party (1730, Fitzwilliam-Museum, Cambridge), The Assembly at Wanstead House (1729–31, Philadelphia Museum of Art), The Wollaston Family (1730, Privatbesitz) oder The Fountaine Family (1730–32, Philadelphia Museum of Art). Solche Auftragsarbeiten dienten vorrangig dem Gelderwerb.

### Gemalte und gestochene Moralstücke: die „Modern Moral Subjects“

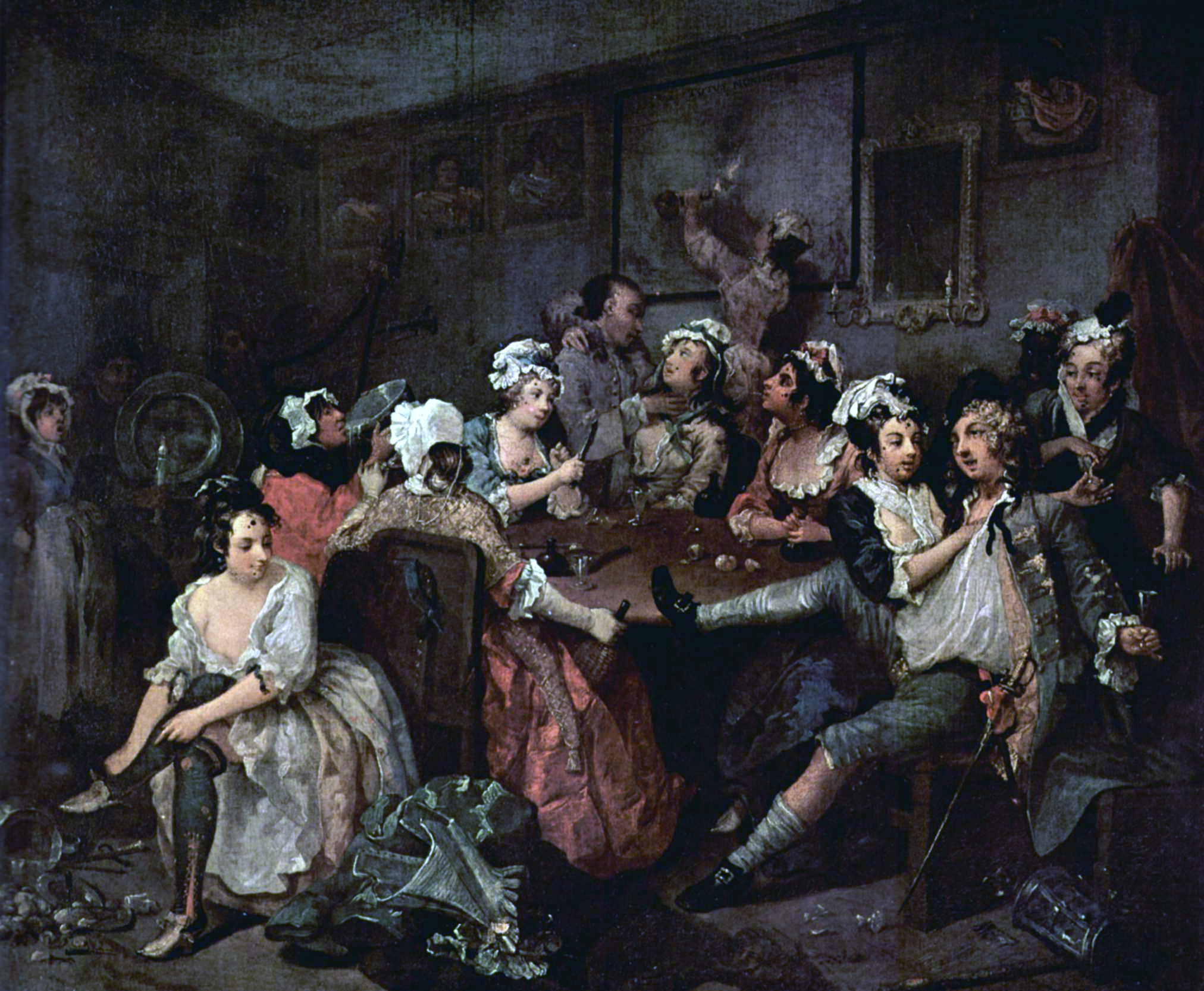
A Rake’s Progress (Der Lebenslauf eines Wüstlings), Szene 3: Die Orgie in einer Taverne. Ölbildversion (ca. 1733/34)

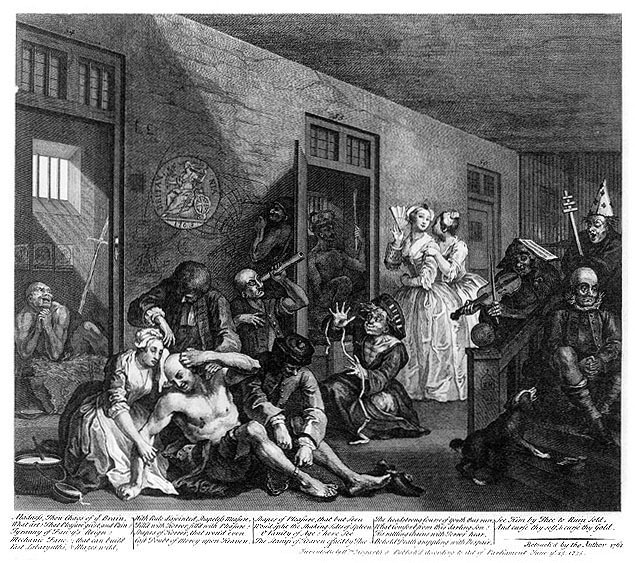
A Rake’s Progress (Der Lebenslauf eines Wüstlings), Bild 8: Die Szene im Londoner Irrenhaus. Kupferstich (1735)

Berühmt wurde Hogarth aber vor allem durch seine moralischen Bilderfolgen, die modern moral subjects. In diesen schildert er zum einen das Leben einer Prostituierten von ihrer Ankunft als naives Mädchen in London, über ihren Auf- und Abstieg als Hure bis zu ihrem frühen Tod wegen einer Geschlechtskrankheit (A Harlot’s Progress in sechs Bildern, 1731–32; Gemälde 1755 verbrannt), zum andern den Lebenslauf eines Wüstlings, der das Erbe seines Vaters durch sein kostspieliges Leben, etwa seine regelmäßigen Kontakte zu Huren und den Besuch von Spielhöllen, verprasst und im Irrenhaus endet (A Rake’s Progress in acht Bildern; Gemälde 1733–34, Sir John Soane’s Museum, London; Kupferstiche 1735), oder aber die unglückliche, von den Eltern zwangsweise arrangierte Ehe des Sohns eines verarmten Adligen mit einer reichen Bürgertochter, die für beide Vermählten tödlich endet (Marriage A-la-Mode in sechs Bildern; Gemälde 1743–44, National Gallery, London; Kupferstiche 1745). Die Kupferstich-Versionen dieser Gemälde wurden in ganz Europa verbreitet. Georg Christoph Lichtenberg schrieb Ende des 18. Jahrhunderts seine berühmten, ganz im satirischen Geiste der Kupferstiche verfassten deutschen Kommentare zu diesen Werken (G. C. Lichtenbergs ausführliche Erklärung der Hogarthischen Kupferstiche, 1794–99). Wegen der Popularität der Hogarthschen Stiche kursierten schon früh zahlreiche Fälschungen und Raubdrucke, gegen die der Künstler 1735 in England ein Urheberrechtsgesetz (englisch copyright law) erwirkte, das auch heute noch seinen Namen trägt (Hogarth Act).

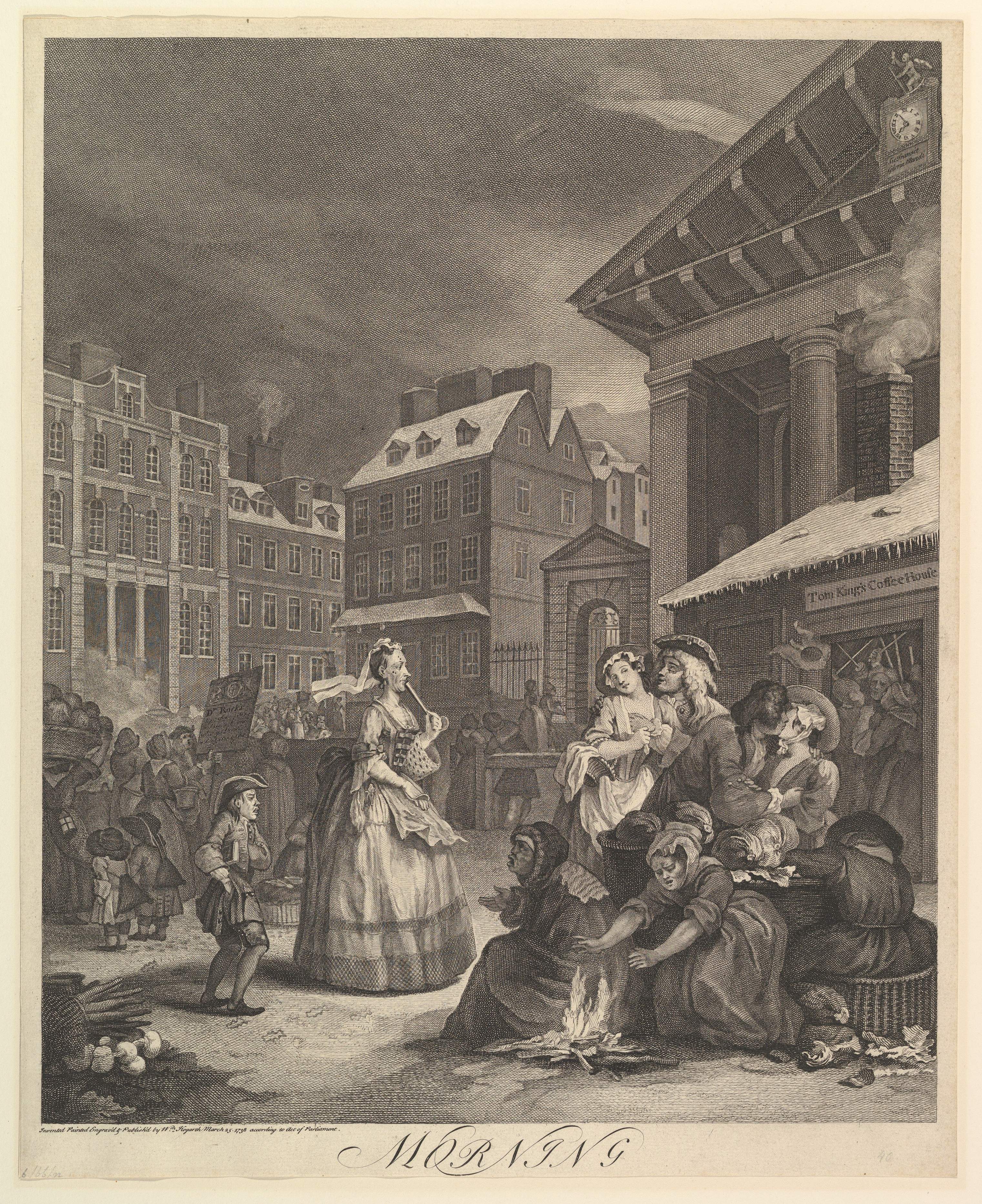
The Four Times of the Day (Die Tageszeiten) – 1. Morning (Morgen), Stahlstich des 19. Jahrhunderts nach dem Original von 1738
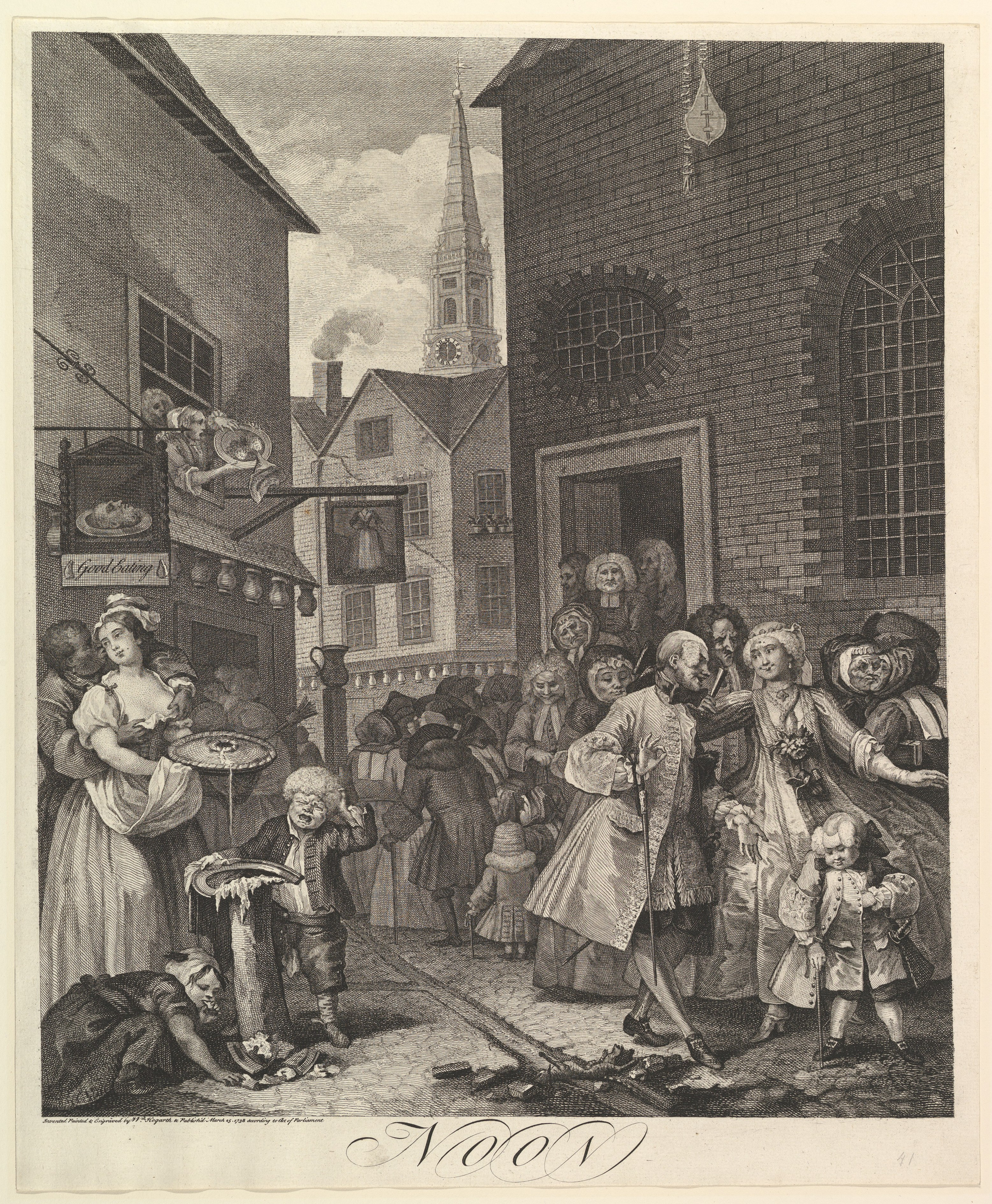
The Four Times of the Day (Die Tageszeiten) – 2. Noon (Mittag), Stahlstich des 19. Jahrhunderts nach dem Original von 1738
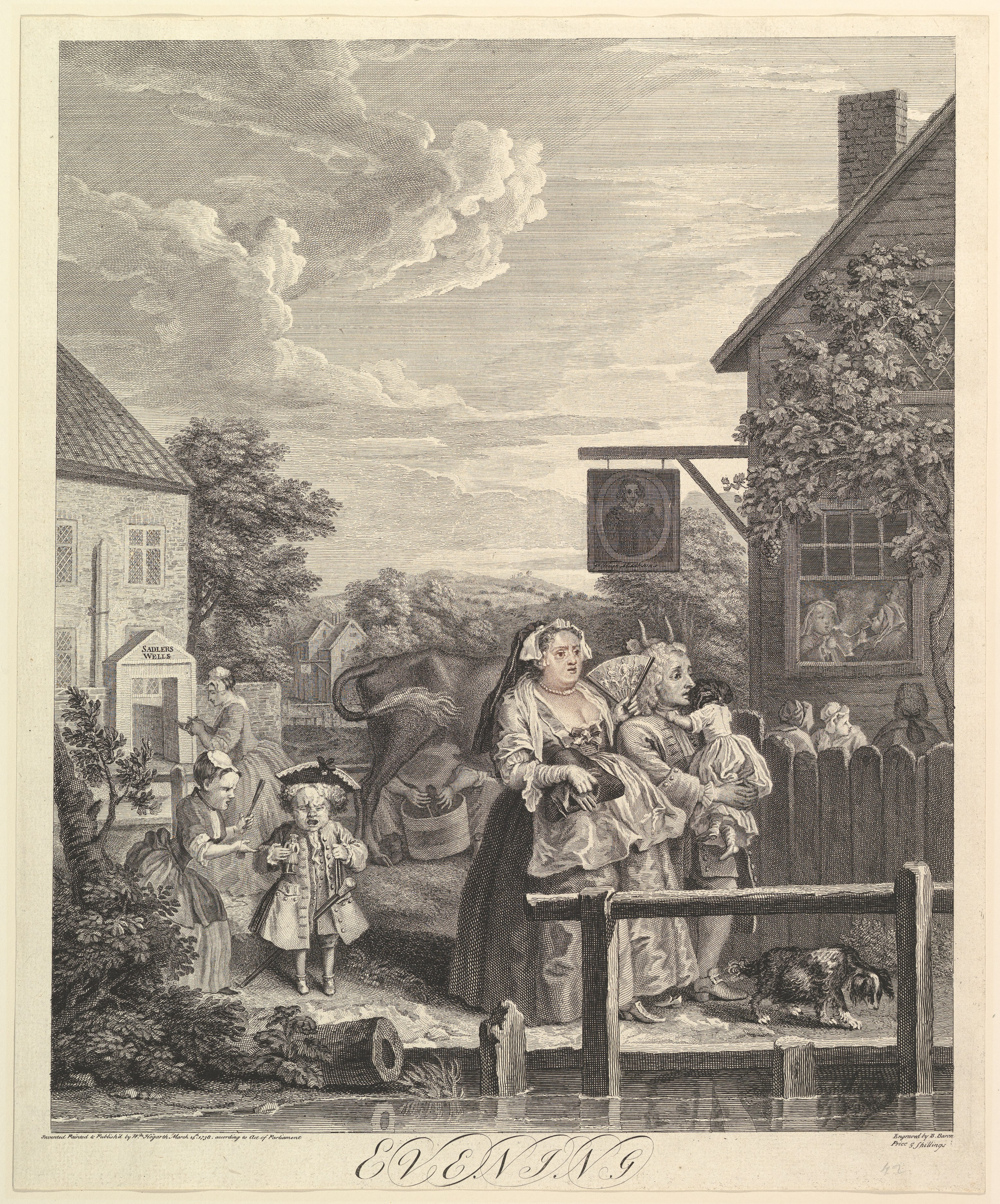
The Four Times of the Day (Die Tageszeiten) – 3. Evening (Abend), Stahlstich des 19. Jahrhunderts nach dem Original von 1738
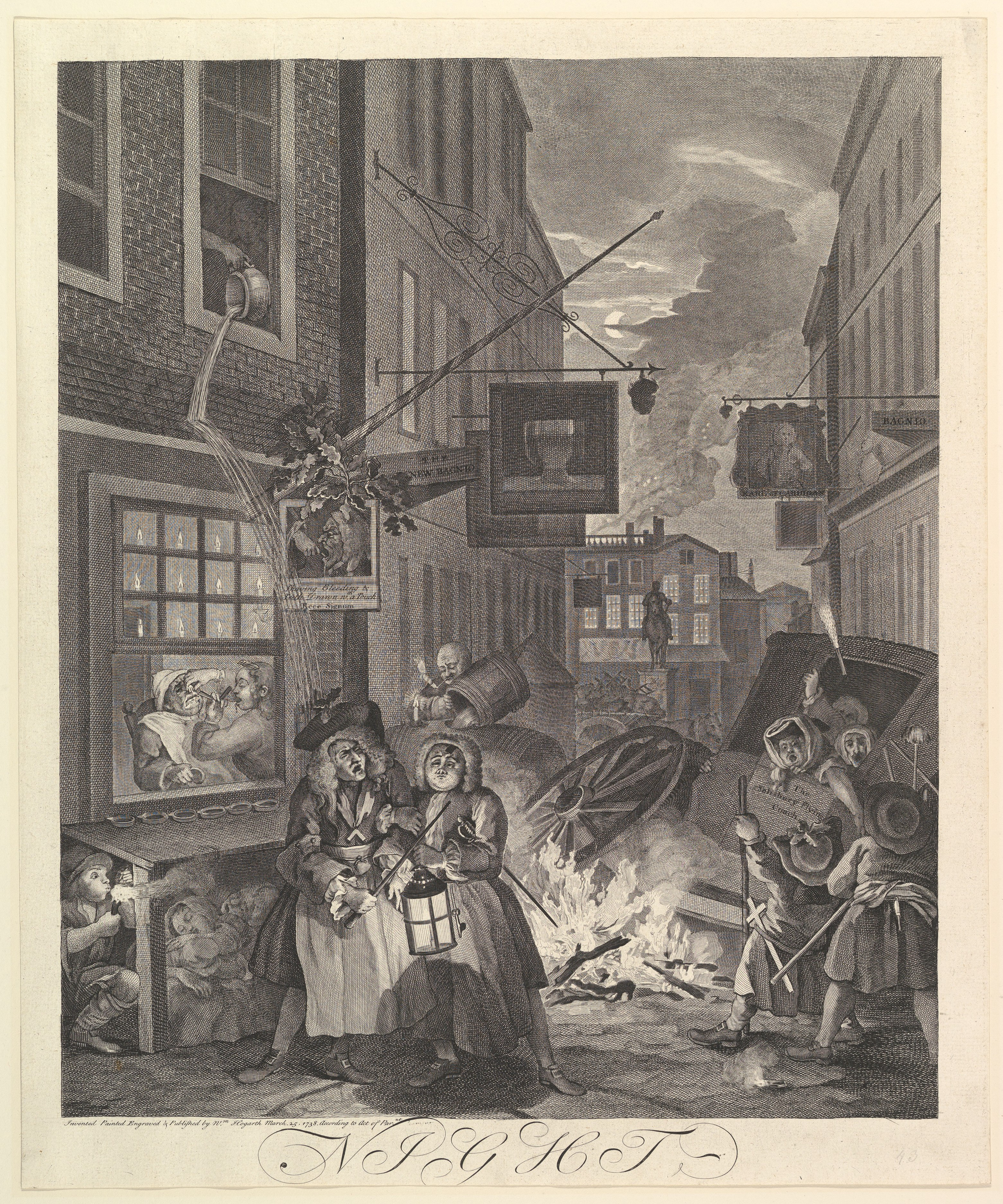
The Four Times of the Day (Die Tageszeiten) – 4. Night (Nacht), Stahlstich des 19. Jahrhunderts nach dem Original von 1738
Before (Vorher). Radierung mit Kupferstich (1736)
After (Nachher). Radierung mit Kupferstich (1736)

Mit zahlreichen weiteren Gemälden und vor allem Kupferstichen prangerte er die Moden, Sitten und sozialen Missstände in England an. 1738 erschienen die Bilder der vier Tageszeiten (The Four Times of the Day), die kontinentale barocke Darstellungen von Tages- oder Jahreszeiten mit britischer Alltagserotik verknüpfen, im selben Jahr seine Satire auf vagabundierende Schauspielerinnen, die sich für ihren Auftritt als „Göttinnen“ in einer Scheune umkleiden müssen (Strolling Actresses Dressing in a Barn), 1741 die Darstellung eines vom Straßenlärm belästigten Musikers (The Enraged Musician), 1747 in zwölf Szenen die unterschiedlichen Lebensläufe eines fleißigen und faulen Lehrlings (Industry and Idleness), in denen gezeigt wird, wie der faule Lehrling zum Verbrecher wird und am Galgen endet, der fleißige Lehrling dagegen die Tochter seines Meisters heiratet und letztlich zum Londoner Bürgermeister aufsteigt. Dem Problem des Alkoholismus in London sind die beiden Stiche Beer Street und Gin Lane (1751) gewidmet.

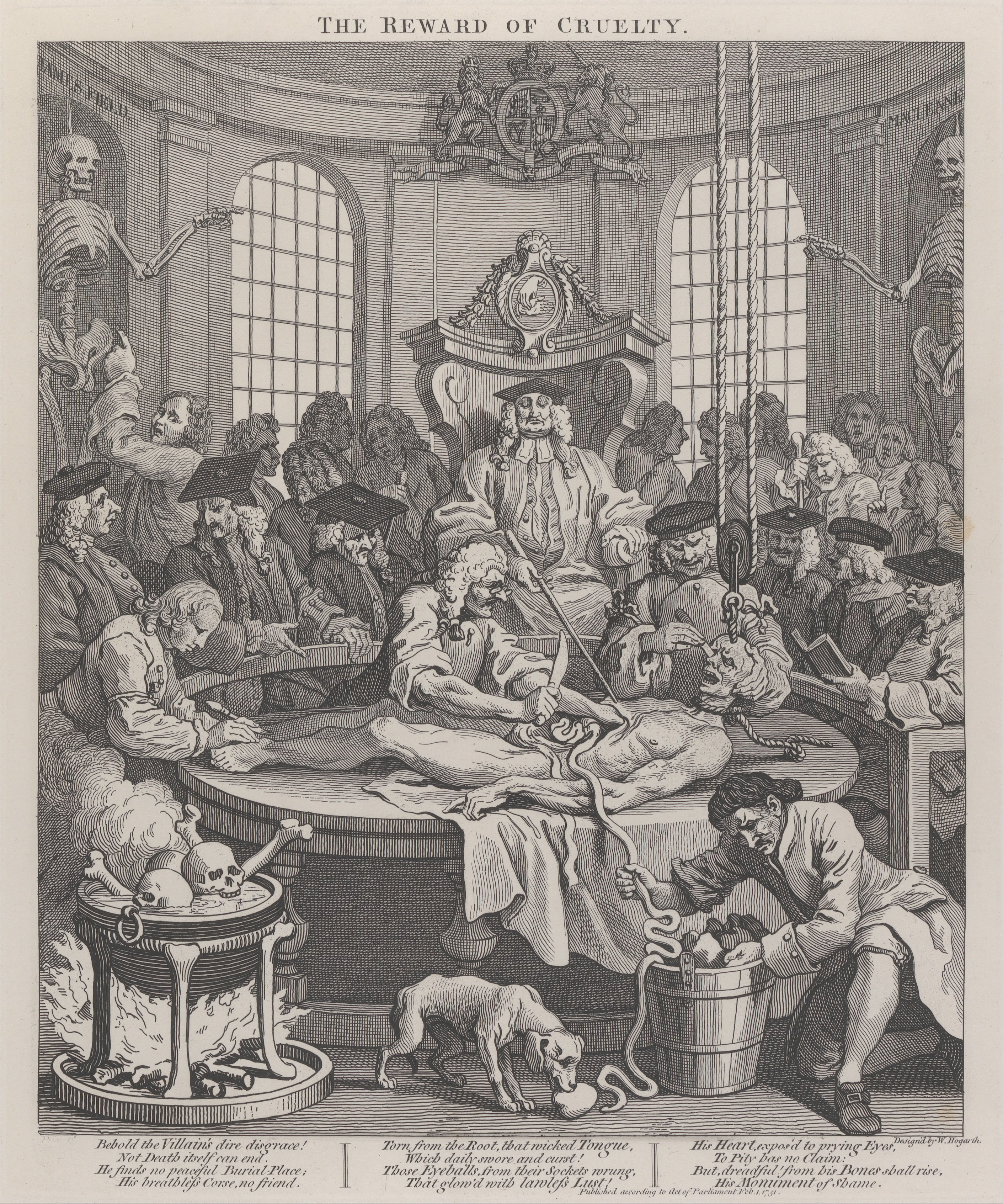
Der Lohn der Grausamkeit (Sektion eines Hingerichteten), Kupferstich von 1751

Mit Tierquälerei, Diebstahl, Mord und der anatomischen Sektion der Leiche des gehenkten Mörders durch brutale Chirurgen beschäftigen sich die Vier Stufen der Grausamkeit (The Four Stages of Cruelty, Kupferstiche von 1751). Die Bestechungsmethoden während des Wahlkampfes in England nehmen die vier Bilder der Election-Serie (1755–1758) aufs Korn.

### Misserfolge als Historienmaler
Während Hogarth mit seinen Kupferstichserien, die zum Vorbild für die moderne Karikatur wurden, großen Erfolg hatte, blieben seine Gemälde im Stil der traditionellen religiösen Historienmalerei erfolglos. Sowohl seine Darstellungen des Teichs von Bethesda und des Barmherzigen Samariters (1735–37) für das St Bartholomew’s Hospital, als auch die des kleinen Moses für Thomas Corams Foundling Hospital (Moses Brought to Pharaoh’s Daughter, 1746) oder des Paulus für Lincoln’s Inn (Paul before Felix, 1748) erhielten von Kritikern höchstens ein bescheidenes Lob und fanden zumeist wenig Anklang.

### „Comic History Painter“
Diese Misserfolge in der traditionellen, idealisierenden Malerei waren wohl auch mit ein Grund dafür, dass er sich schon früh der „komischen Historie“ zuwandte und zum comic history painter wurde, wie sein Freund Henry Fielding meinte. Sein Hang zur Satire drückt sich auch darin aus, dass er mit ironischem Akzent in viele seiner Bilder Anspielungen auf die Gemälde berühmter anderer großer Meister der Malerei integrierte.

### Antisemitische Tendenzen
Den damals weit verbreiteten Vorurteilen seiner Zeit folgend gab Hogarth in manchen seiner Bilderfolgen in den dargestellten Juden gelegentlich auch antisemitische Klischees und Stereotype wieder. So stellt er in der zweiten Szene der Serie A Harlot’s Progress (1732) einen reichen, lüsternen Juden wenig schmeichelhaft neben seiner Mätresse dar. Und in An Election (1754) tauchen Juden als geschäftstüchtige Händler auf, die auch mit christlichen Symbolen Handel treiben.

### Antiakademische Haltung
Aus Opposition gegen die Einflüsse der kontinentalen Kunst machte sich Hogarth für eine nationale englische Schule der Malerei als Alternative zur damals beliebten französischen und italienischen Historienmalerei stark, stieß aber damit bei vielen anderen englischen Künstlern und Kunstkennern auf Widerstand. Dennoch versuchte er, den Geist einer demokratischen Zeichen- und Malschule in der von ihm mitgeleiteten St. Martin’s Lane Academy eine Zeitlang weiterzuführen.

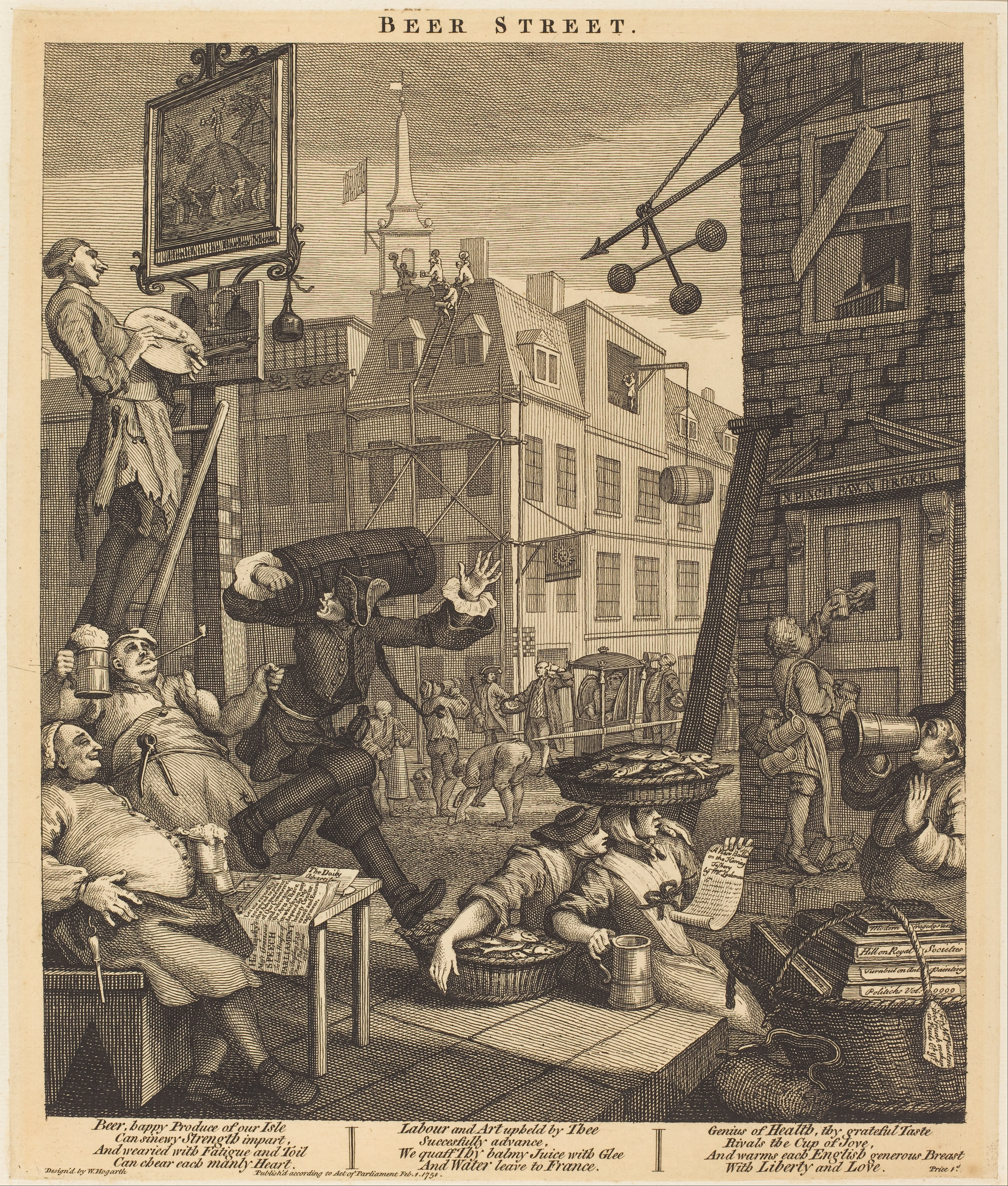
Beer Street (Bierstraße) von William Hogarth, Stahlstich um 1860 nach dem Original von 1751
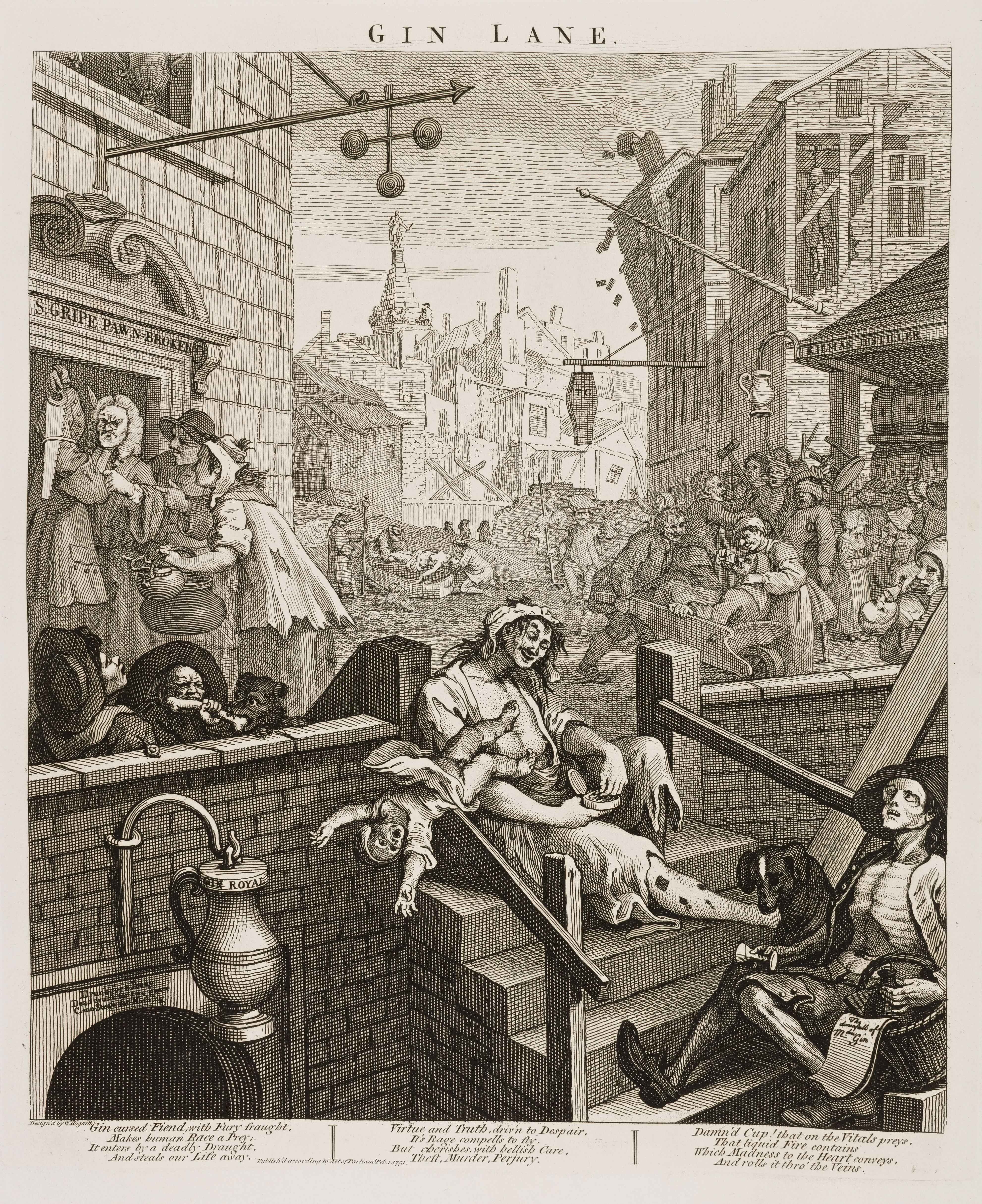
Gin Lane (Schnapsgasse) von William Hogarth, Stahlstich um 1860 nach dem Original von 1751
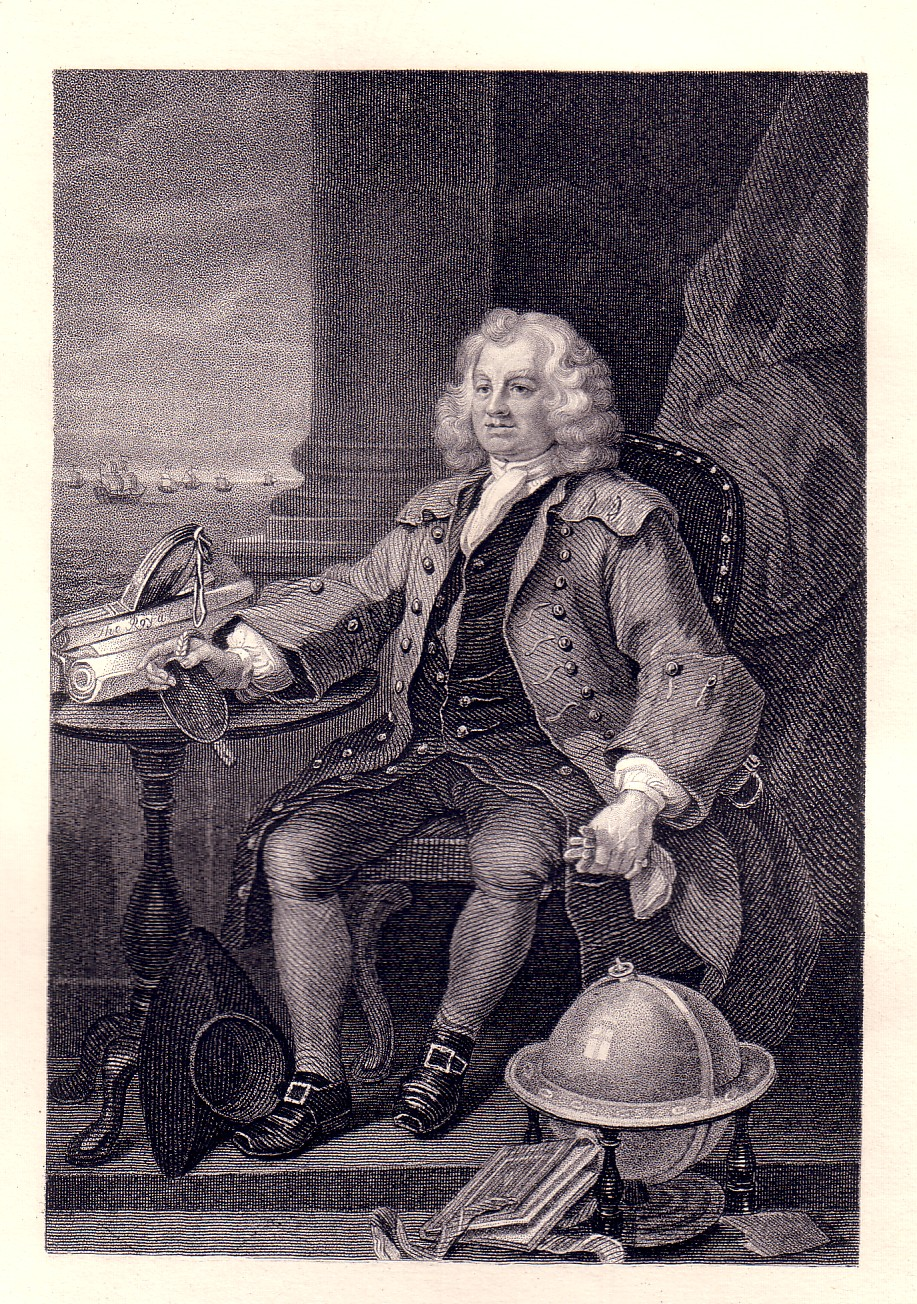
Captain Thomas Coram von William Hogarth, Stahlstich um 1860 nach dem Originalgemälde von 1740
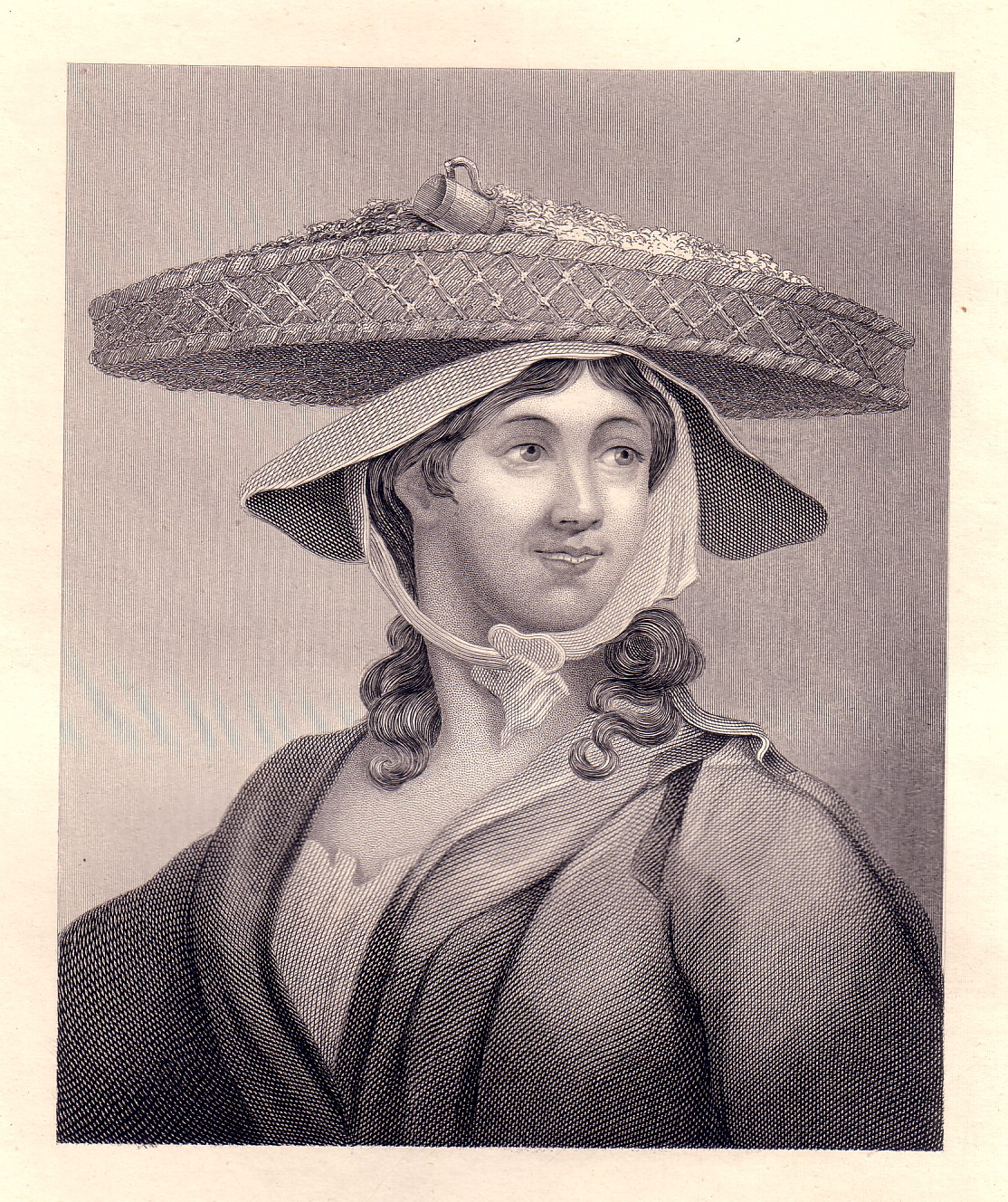
The Shrimp Girl (Das Krabbenmädchen) von William Hogarth, Stahlstich um 1860 nach einem unvollendeten Gemälde des Künstlers

### Porträtmalerei
Hogarth schuf im Laufe seines Lebens auch zahlreiche Porträts seiner Zeitgenossen. In den 1740er Jahren entstanden etwa die Bildnisse des Schiffskapitäns Thomas Coram (1740, Foundling Museum) und des Schauspielers Garrick in the Character of Richard III (1745, Walker Art Gallery, Liverpool). Zu seinen weiteren, hervorragenden und für die damalige Zeit ungewöhnlichen Bildnissen zählen die undatierten sechs Köpfe seiner Diener (Tate Britain, London) und das ebenfalls undatierte, unvollendet gebliebene, impressionistisch wirkende Porträt eines „Krabbenmädchens“ (The Shrimp Girl, National Gallery, London).

### Buchautor
1753 veröffentlichte Hogarth The Analysis of Beauty, eine kunsttheoretische Schrift, in der er – ganz im Geiste des Rokoko – die Schönheit von Schlangenlinien aufzeigte, deren formschöne Windungen auf der Fläche und im Raum er als „Line of Beauty and Grace“ verabsolutierte. Das Buch wurde bereits 1753/1754 von Christlob Mylius unter dem Titel Zergliederung der Schönheit ins Deutsche übersetzt. 1761 erschien auch eine italienische Übersetzung.

### Hofmaler des Königs
Relativ spät, nämlich 1757, wurde Hogarth von König Georg II. zum Hofmaler ernannt, obwohl der Monarch für die Malerei und Dichtkunst nicht viel übrig hatte. Nach dessen Tod richteten sich Hogarths Hoffnungen auf Georg III., der sich stärker für Kunst interessierte, aber das, was der Künstler sich für seine Kunst erhoffte, erfüllte sich nicht.

### Letzte Lebensjahre
In seinen letzten Lebensjahren erlebte der Künstler wegen seiner nicht allgemein akzeptierten Ablehnung des Siebenjährigen Kriegs in seinem Stich The Times (1762) eine öffentlich ausgetragene Diffamierungskampagne mit persönlichen Angriffen, die nicht ohne Auswirkung auf seine Gesundheit blieben. In seinem letzten Kupferstich Tail Piece, or The Bathos (1764) kommt seine pessimistische Haltung der Welt gegenüber kurz vor seinem Tod deutlich zum Ausdruck. Der Künstler starb am 26. Oktober 1764 wohl an einem Aneurysma in seinem Haus in Leicester Fields. Für seinen Grabstein in Chiswick verfasste sein Freund, der berühmte Schauspieler David Garrick, die Inschrift.

### Hogarth in der Astronomie
2007 wurde der Asteroid (12613) Hogarth nach ihm benannt.

## Ausgewählte Werke
Die folgende Liste von Werken orientiert sich chronologisch an den Entstehungsdaten der Werke, soweit diese bekannt sind. Für vollständigere Informationen sollten die dritte Auflage von Ronald Paulsons Hogarth’s Graphic Works (London 1989) und Elizabeth Einbergs William Hogarth: A Complete Catalogue of the Paintings (New Haven und London 2016) konsultiert werden.

### 1720 bis 1729
- Emblematical Print on the South Sea Scheme (ca. 1721, veröffentlicht 1724)
- The Lottery (1724)
- The Mystery of Masonry brought to Light by ye Gormogons (1724)
- The Bad Taste of the Town (Masquerades and Operas) (1724)
- A Just View of the British Stage (1724)
- Royalty, Episcopacy, and Law (Some of the Principal Inhabitants of the Moon) (ca. 1724–25)
- Two Illustrations for Milton’s Paradise Lost (1725)
- Twelve Large Illustrations for Samuel Butler’s Hudibras (1726)
- Six Illustrations for Cervantes’ Don Quixote (ca. 1726)
- The Punishment Inflicted on Lemuel Gulliver (1726)
- Masquerade Ticket (1727)
- Henry the Eighth and Anne Boleyn (ca. 1728–1729)
- The Beggar’s Opera (mehrere Gemälde zum gleichen Motiv, entstanden zwischen 1728 und 1731)
- An Assembly at Wanstead House (Gemälde, 1728–1731)
- The Denunciation (Gemälde, 1729)
- Woodes Rogers and his Family (Gemälde, 1729)
- The Committee of the House of Commons (Gemälde, 1729)
- The Christening (Orator Henley Christening A Child) (Gemälde, ca. 1729)
- The Wedding of Stephen Beckingham and Mary Cox (Gemälde, 1729–1730)

### 1730 bis 1740
- Shop Card for Mary and Ann Hogarth (1730)
- Falstaff Examining His Recruits (Gemälde, 1730)
- The Wollaston Family (Gemälde, 1730)
- The House of Cards (Gemälde, 1730)
- The Jones Family (Gemälde, ca. 1730)
- The Ashley and Popple Families (Gemälde, 1731)
- The Fountaine Family (Gemälde, ca. 1730–1735)
- A Scene from “The Tempest” (Gemälde, ca. 1730–1735)
- Before and After (zwei unterschiedliche Gemälde-Versionen 1730–31; Stichversion 1736)
- Boys Peeping at Nature (1731)
- Ashley Cowper with his Wife and Daughter (Gemälde, 1731)
- The Family of George II (The Royal Family) (Gemälde, ca. 1731–1732)
- A Harlot’s Progress (sechs Kupferstiche 1732; Gemälde zerstört)
- A Chorus of Singers (Rehearsal of the Oratorio of Judith) (1732)
- The Cholmondeley Family (Gemälde, 1732)
- Sarah Malcolm in Prison (Gemälde, 1732)
- The Marriage Contract (Gemälde, ca. 1732)
- A Midnight Modern Conversation (Gemälde ca. 1732, Kupferstich 1733)
- The Indian Emperor or The Conquest of Mexico (Gemälde, 1732–1735)
- Gerard Anne Edwards in His Cradle (Gemälde, 1733)
- A Laughing Audience (1733)
- A Rake’s Progress (acht Gemälde 1732–33, acht Kupferstiche 1735)
- Southwark Fair (Gemälde und Kupferstich, 1733)
- The Distrest Poet (Gemälde ca. 1733–1736; Kupferstich 1737)
- The Pool of Bethesda und The Good Samaritan (Gemälde, 1735–1737)
- Satan, Sin and Death (Gemälde, ca. 1735–1740)
- Selbstporträt mit Palette (Gemälde, ca. 1735–1740)
- The Sleeping Congregation (1736)
- Four Times of the Day (vier Gemälde 1736, vier Kupferstiche 1738)
- Scholars at a Lecture (1737)
- The Company of Undertakers (1737)
- Strolling Actresses Dressing in a Barn (1738)
- The Western Family (Gemälde, 1738)
- George Arnold (Gemälde, ca. 1738–1740)
- Francis Arnold (Gemälde, ca. 1738–1740)
- The Strode Family (Gemälde, ca. 1738–1742)
- James Quin (Gemälde, ca. 1739)

### 1740 bis 1749
- Captain Thomas Coram (Gemälde, 1740)
- William Jones (Gemälde, 1740)
- Lord Hervey and His Friends (Gemälde, ca.  1740)
- The Shrimp Girl (Gemälde, ca.  1740–1745)
- Lavinia Fenton, Duchess of Bolton (Gemälde, ca.  1740–1750)
- Mrs Salter (Gemälde, 1741 oder 1744)
- Bishop Benjamin Hoadly (Gemälde, 1741)
- William Cavendish, 4th Duke of Devonshire (Gemälde, 1741)
- The Enraged Musician (1741)
- Taste in High Life (Gemälde, ca. 1742)
- Martin Folkes (Gemälde, 1742)
- The Graham Children (Gemälde, 1742)
- Miss Mary Edwards (Gemälde, 1742)
- The Mackinen Children (Gemälde, 1742–1743)
- Characters and Caricaturas (1743)
- Marriage A-la-Mode (sechs Gemälde 1743–1745; sechs Kupferstiche 1745)
- Archbishop Thomas Herring (Gemälde, 1744–1747)
- The Battle of the Pictures (1745)
- Captain Lord George Graham in his Cabin (Gemälde, ca. 1745)
- The Happy Marriage (unvollendete Gemäldeserie, ca. 1745)
- The Painter and his Pug (Gulielmus Hogarth) (Gemälde 1745; Kupferstich 1748)
- David Garrick in the Character of Richard III (Gemälde 1745; Kupferstich 1746)
- Simon Lord Lovat (1746)
- Moses Brought Before Pharaoh’s Daughter (Gemälde 1746; Kupferstich 1752)
- The Stage-Coach, Or The Country Inn Yard (1747)
- Industry and Idleness (zwölf Kupferstiche, 1747)
- The Gate of Calais (O the Roast Beef of Old England) (Gemälde 1748; Kupferstich 1749)
- Paul Before Felix (Gemälde 1748; Kupferstich 1751)
- The March to Finchley (Gemälde ca. 1749; Kupferstich 1750)

### 1750 bis 1759
- Heads of Six of Hogarth’s Servants (Gemälde ca. 1750–1755)
- Beer Street and Gin Lane (1751)
- The Four Stages of Cruelty (vier Kupferstiche, 1751)
- Paul Before Felix Burlesqued (1751)
- Columbus Breaking the Egg (1752)
- The Analysis of Beauty, Plate 1 and 2 (1753)
- Satire on False Perspective (1754)
- Election Series (vier Gemälde 1754–1755; vier Kupferstiche 1758)
- John Pine (Gemälde, ca. 1755)
- The Altarpiece of St Mary Redcliffe (dreiteiliges Gemälde, 1756)
- The Invasion (1756)
- David Garrick with His Wife (Gemälde, 1757)
- The Bench (Gemälde ca. 1757; Kupferstich 1758)
- Hogarth Painting the Comic Muse (Gemälde ca. 1757; Kupferstich 1758)
- Inigo Jones (Gemälde, 1757–58)
- The Lady’s Last Stake (Picquet or Virtue in Danger) (Gemälde, 1758–1759)
- Sigismunda (Gemälde, 1759)
- The Cockpit (1759)
- James Caulfield, 1st Earl of Charlemont (Gemälde, ca. 1759)
- Two Illustrations for Tristram Shandy (1759–1761)

### 1760 bis 1764
- Time Smoking a Picture (1761)
- Five Orders of Periwigs (1761)
- Enthusiasm Delineated (ca. 1761)
- Credulity, Superstition, and Fanaticism - A Medley (1762)
- The Farmer’s Return (1762)
- The Times, Plate 1 and 2 (1762)
- John Wilkes Esq.(1763)
- The Bruiser (1763)
- Tailpiece, or The Bathos (1764)

## Einfluss auf spätere Künstler
Der Maler wird als einer der ersten „Modernen“ zur „English school“ des 18./19. Jahrhunderts gezählt. Beeinflusst von seinem Werk wurden vor allem englische Karikaturisten von James Gillray und Thomas Rowlandson bis hin zu Steve Bell. Auch englische Maler des 20. Jahrhunderts wie David Hockney und deutsche Künstler wie Jörg Immendorff beschäftigten sich mit seinem Werk. Scott McCloud bezeichnet Hogarths Zyklen in Comics richtig lesen als eine frühe Form der Comics.

## Ausstellungen in Deutschland
- 1980: Neue Gesellschaft für Bildende Kunst: William Hogarth, 1697–1764, Staatliche Kunsthalle Berlin.
- 1987: William Hogarth: Der Kupferstich als moralische Schaubühne, Wilhelm-Busch-Museum Hannover.
- 1998–1999: Marriage A-la-Mode: Hogarth und seine deutschen Bewunderer, Staatliche Museen zu Berlin, Nationalgalerie, und Städelsches Kunstinstitut und Städtische Galerie Frankfurt am Main.
- 2014: William Hogarth: Londons Laster., Kunsthalle Bremen[19]
- 2015: „Laster des Lebens“: Das Frankfurter Städel zeigt die Sittenbilder William Hogarths. Die 70 gezeigten Radierungen und Kupferstiche verweisen auf die frühe Sammlungstätigkeit Johann Friedrich Städels.[20]

### Deutschsprachige Literatur
- Julius Meier-Graefe: William Hogarth. Verlag: R. Piper & Co., München und Leipzig 1907.
- Jarno Jessen: William Hogarth. In der Reihe Die Kunst. Sammlung illustrierter Monographien. Herausgegeben von Richard Muther. Zwölfter Band. Julius Bard Verlag, Berlin 1910.
- Frederick Antal: Hogarth und seine Stellung in der europäischen Kunst. Dresden 1966.
- Georg Christoph Lichtenberg: Schriften und Briefe. Hrsg.: Wolfgang Promies. Band 3. München 1972.
- Werner Busch: Nachahmung als bürgerliches Kunstprinzip: Ikonographische Zitate bei Hogarth und in seiner Nachfolge. Hildesheim, New York 1977.
- Berthold Hinz u. a.: William Hogarth 1697–1764. Das vollständige graphische Werk. Gießen 1986 (2. Aufl.).
- Herwig Guratzsch, Karl Arndt: William Hogarth. Der Kupferstich als moralische Schaubühne. Kat. Ausst. Wilhelm-Busch-Museum Hannover 1987. Stuttgart 1987.
- William Hogarth: Analyse der Schönheit. Hrsg.: Jörg Heininger. Dresden und Basel 1995.
- Bernd W. Krysmanski: Hogarth’s „Enthusiasm Delineated“: Nachahmung als Kritik am Kennertum – Eine Werkanalyse. Zugleich ein Einblick in das sarkastisch-aufgeklärte Denken eines „Künstlerrebellen“ im englischen 18. Jahrhundert. Hildesheim u. a. 1996 (2 Bände).
- Hans-Peter Wagner: William Hogarth: Das graphische Werk. Saarbrücken 1998.
- Claude Keisch und Martina Dillmann (Hrsg.): Marriage A-la-Mode: Hogarth und seine deutschen Bewunderer, Kat. Ausst. Altes Museum Berlin. Berlin 1998.
- Hans-Peter Wagner: William Hogarth: Das graphische Werk: Ein kommentierter Auswahlkatalog. Trier 2013.
- Johann Joachim Eschenburg: Über William Hogarth und seine Erklärer. (= Edition Wehrhahn. Band 2). Hrsg. von Till Kinzel. Wehrhahn, Hannover 2013, ISBN 978-3-86525-347-7.

### Historisch relevante Werke
- John Nichols, George Steevens, u. a.: The Genuine Works of William Hogarth, 3 Bände, London 1808–1817. Moderne Paperback-Ausgabe: Cambridge 2014.
- John Ireland: Hogarth Illustrated. 2-bändiges Werk, London 1791; 2. korrigierte Ausgabe 1793; Ergänzungsband (A Supplement to Hogarth Illustrated) 1798, 2. Aufl. 1804; 3. Aufl. in drei Bänden 1806; Nachdruck 1812.
  - Band 1: Hogarth Illustrated, London 1791, 2. Aufl. 1793, 3. Aufl. 1806
  - Band 2: Hogarth Illustrated, London 1791, 2. Aufl. 1793, 3. Aufl. 1806
  - Band 3: A Supplement to Hogarth Illustrated, London 1798, 2. Aufl. 1804

### Englischsprachige Standardwerke
- A. P. Oppé: The Drawings of William Hogarth. London 1948.
- Ronald Paulson: Hogarth’s Graphic Works. 3. Auflage. London 1989.
- Ronald Paulson: Hogarth. 3 Bände. New Brunswick 1991–1993.
- Elizabeth Einberg: William Hogarth. A Complete Catalogue of the Paintings. New Haven und London 2016.

### Weitere Literatur
- William Hogarth: The Analysis of Beauty with the Rejected Passages from the Manuscript Drafts and Autobiographical Notes. Hrsg.: Joseph Burke. Oxford 1955.
- Sean Shesgreen: Engravings by Hogarth. New York 1973.
- Ronald Paulson: The Art of Hogarth. London 1975.
- David Bindman: Hogarth. London 1981.
- David Bindman: Hogarth and his Times. Serious Comedy. London 1997 (Ausstellungskatalog).
- William Hogarth: The Analysis of Beauty. Hrsg.: Ronald Paulson. New Haven und London 1997.
- Frédéric Ogée (Hrsg.): The Dumb Show. Image and society in the works of William Hogarth. Oxford 1997.
- Jenny Uglow: Hogarth. A Life and a World. London 1997.
- Mark Hallett: The Spectacle of Difference. Graphic Satire in the Age of Hogarth. New Haven und London 1999.
- Mark Hallett: Hogarth. London 2000.
- Bernadette Fort und Angela Rosenthal (Hrsg.): The Other Hogarth: Aesthetics of Difference. Princeton 2001.
- David Bindman, Frédéric Ogée und Peter Wagner (Hrsg.): Hogarth: Representing Nature’s Machines. Manchester 2001.
- Christine Riding und Mark Hallett (Hrsg.): Hogarth. Paris / London / Barcelona 2006 (Ausstellungskatalog).
- Robin Simon: Hogarth, France and British Art: The rise of the arts in eighteenth-century Britain. London 2007.
- Bernd W. Krysmanski: Hogarth’s Hidden Parts. Satiric Allusion, Erotic Wit, Blasphemous Bawdiness and Dark Humour in Eighteenth-Century English Art. Hildesheim / Zürich / New York 2010.
- Cynthia Ellen Roman (Hrsg.): Hogarth’s Legacy. New Haven und London 2016.
- Jacqueline Riding: Hogarth. Life in Progress. London 2021.

## Film
- Roger Parson: Hogarth’s Progress. Dokumentation 51 Min., Arthaus Musik GmbH 2008 (1997) ISBN 978-3-939873-15-0.